# Die Hinrichtung (Komödie)
Die Hinrichtung ist eine Theaterkomödie von Bernd Späth.

## Handlung
Der Doppelmörder Lorenz Demleitner soll am Montag Vormittag amtlich erhängt werden. Das Problem ist allerdings, dass der offizielle Henker sich tags zuvor beim Fußballspielen das Sprunggelenk verletzt hat. Zusätzlich hat Demleitner auch noch seinen Hinrichtungstermin verschlafen. So hat man den pensionierten Henker Emerenz Reichelmeier gebeten, die Aufgabe zu übernehmen. Wegen der Verspätung allerdings ist Reichelmeiers zweiter Termin in Gefahr: Er soll heute Ehrenschriftwart im Philanthropie-Verein werden.
Entsetzt muss Reichelmeier feststellen, dass seit seiner Pensionierung der ganze Hinrichtungsraum verludert ist. Der Galgen funktioniert nicht mehr, die Falltürklappe klemmt sich fest, und auch das Seil ist nicht befestigt: Mit der Schlinge um den Hals fällt der Mörder in die Grube, wo er verdutzt stehen bleibt.
Dann geht das Licht aus: Demleitner hat einen Intervallschalter installiert, den man jede halbe Stunde mit einem Euro füttern muss.
Je mehr beide sich nun um eine ordnungsgemäße Erhängung bemühen, desto mehr geht schief und desto chaotischer wird alles. Das Auftauchen der Putzfrau, die wortlos den Galgenblock reinigt und dabei dem Henker das Wischwasser ins Hosenbein schüttet, trägt nicht zur Zufriedenheit des immer gereizter agierenden Delinquenten bei. Das Chaos wird immer größer, Strafvollzug scheitert an seinen eigenen Regeln.
Das Stück ist eine humorvoll-ätzende Satire auf Bürokratendenken, Mitläufertum und biedere Unterwerfung unter vermeintliche Sachzwänge.

## Aufführungen
Das Stück wurde bis 2023 20 Mal in Deutschland, Österreich, der Schweiz, Italien und Liechtenstein inszeniert, mit mehr als 300 ausverkauften Vorstellungen. Ursprünglich für ein Ensemble mit zahlreichen Nebenrollen angelegt, erstellte der Autor für die Tiroler Volksschauspiele 2010 eine 3-Personen-Version. Die ursprüngliche Fassung wurde in der Inszenierung des Vorarlberger Landestheaters, Bregenz, für ORF 3 und Bayern Alpha aufgezeichnet.

## Rezensionen
Zur Premiere im Münchner theater Viel Lärm um Nichts am 13. September 2000 zitiert das Theater den Kritiker Egbert Tholl: „ein Stück, das beginnt wie ein Valentin-Streich, kaum eine Schräge auslässt, um am Ende bitter und böse zu werden. Da tritt dann der lärmende Philantropen-Verein auf, für den die Welt ein Bierzelt ist, in das man sich einen Neger mitgebracht hat, weil das lustig ist und er auch "Oachkatzlschwoaf" sagen kann.“ und Silke Högner: „Gelenkig balgen sie wie Laurel & Hardy um den Galgen herum. [...] Das Skurrile steigert sich, Ende gut, wenn der größte Totmacher dran glauben muss.“
Zur Inszenierung des Blutenburg-Theaters, München (2013), vermerkt Marina Kolmeder, dies sei „das Schrägste, was man derzeit auf Münchner Bühnen zu sehen bekommt“, es sei „beste Unterhaltung“.
Monika Ziegler beschreibt die Inszenierung in Irschenberg (2021) als „facettenreich, tiefgründig und irre komisch“. Das Menschenverachtende einer Hinrichtung werde absurd-grotesk karikiert.
Alexandra Korimorth beschrieb 2923 die Aufführung der Theatergruppe Bayrischzell „Zum Totlachen lustig … eine schneidende Persiflage auf die Bürokratie.“ Auch der anwesende Autor habe seine Anerkennung ausgesprochen.